# Първокласница
„Първокласница“ (рус. Первоклассница) е съветски игрален филм от 1948 г., режисиран от Иля Фраз по едноименния роман на Евгений Шварц.

## Сюжет
Внимание:  Текстът по-долу разкрива сюжета на произведението (или части от него)!
Главният герой на филма е първокласничката Маруся (Наталия Защипина), капризно, разглезено, но мило момиче. Тя трябва да ходи на училище. Маруся е записана в средното женско училище № 156 на Сталинския район на Москва. За Маруса не е лесно да свикне с училищните правила. Помагат ѝ учител и приятели.

## Създатели
- Сценарий – Евгений Шварц
- Режисьор – Иля Фрез
- Оператор – Гавриил Егиазаров
- Музика – Дмитрий Кабалевски, Михаил Зив

## В ролите
- Наталия Защипина – Маруся Орлова
- Тамара Макарова като Анна Ивановна, учителка
- Кира Головко (посочена като К. Иванова) като Нина Василиевна, майката на Маруся
- Татяна Баришева – бабата на Маруся
- Мила Костикова – Галя
- Лена Таранова – Вера
- Тамара Вихман – Нина
- Игор Ерошкин – Серьожа